# W55 (核弾頭)
W55は、アメリカ合衆国の開発した核弾頭。熱核弾頭であり、アメリカ海軍のサブロック対潜ミサイルの弾頭として用いられた。1959年-1964年にかけてローレンスリバモア国立研究所で開発され、1964年-1968年にかけて生産されている。285発が生産され、1990年9月まで配備されていた。
核出力は5-250kt。核爆雷としての運用となるため、水圧信管が用意されていた。1958年7月22日に行なわれた核実験（ハードタックI作戦,Hardtack I）では202ktを記録した。W55のサイズは直径35cm、長さ1m、重量は213kg。核出力は5-250kt。